# Nigramma purpurascens
Nigramma purpurascens är en fjärilsart som beskrevs av George Thomas Bethune-Baker 1906. Nigramma purpurascens ingår i släktet Nigramma och familjen nattflyn. Inga underarter finns listade i Catalogue of Life.